# Street Fighter: Punho Assassino
Street Fighter: Assassin's Fist ou Street Fighter: Punho Assassino é uma websérie live-action, uma série de TV e um longa-metragem do gênero ação e artes marciais desenvolvido pelo diretor, coreógrafo de lutas, escritor, ator e lutador marcial Joey Ansah; e pelo ator, escritor e lutador marcial  Christian Howard e pela indicada ao Óscar de melhor produção, Jacqueline Quella. O filme é baseado na popular série de video-games da Capcom, Street Fighter.
A história foca na história de Ryu e Ken descobrindo o passado de seu mestre, Gouken, e aprendendo os segredos da "arte maligna", Ansatsuken.
O formato da websérie foi lançado no canal do YouTube Machinima.com em 23 de maio de 2014 e os formatos subsequentes (TV e DVD/Blu-ray) foram lançados posteriormente nos mesmo ano. Nos Estados Unidos foi lançado em 27 de Outubro de 2014 e o IFC Center lançou o filme em 7 de Janeiro de 2015. Uma sequência, Street Fighter: World Warrior ( Street Fighter: Guerreiro Mundial), está em desenvolvimento.

## Sinopse
Street Fighter: Punho Assassino conta a história dos icônicos Ryu e Ken em seus primeiros anos de formação como lutadores de artes marciais. Sendo ambos treinados pelo Mestre Gouken que os instrui num dos mais antigos estilo de luta conhecido como Ansatsuken, estilo este apenas conhecido e dominado por dois Mestres: o próprio Gouken e seu exilado irmão Gouki. Originalmente desenvolvido como uma arte de matar, os mestres do estilo Ansatsuken desenvolveram um técnica de manipulação do próprio Ki (ou Chi) sendo capazes de projetá-lo para fora do corpo para desferir golpes especiais com grande poder de impacto e, por ventura, fatais.
No decorrer da história, Ryu e Ken passam a conhecer o passado misterioso de seu Mestre Gouken, como ele e seu irmão Gouki aprenderam o sombrio estilo Ansatsuken, como Gouki deixou-se dominar por esse poder se transformando no demônio Akuma para depois enfrentar seu próprio Mestre num trágico duelo com o objetivo principal de se tornar o único mestre do Ansatsuken.

## Elenco
Akira Koieyama como Gouken

Christian Howard como Ken Masters

Mike Moh como Ryu

Togo Igawa como Gotetsu / Goma

Hal Yamanouchi como Senzo

Shogen como Gouken jovem

gaku space como Gouki

Hai Kuang Nguen como Senzo Jovem

Thu An Nguen como Sayaka (11 anos)

Victor Hua Fam como Gouken (11 anos)

Hoang Chung Hanh como Gouki (11 anos)

Joey Ansah como Akuma

Hyunri como Sayaka

Wu Kong Hai Anh como Ryu (5 anos)